# Elisabetta Fanton
Elisabetta Fanton (Treviso, 26 dicembre 1968) è un'ex pistard e ciclista su strada italiana.

## Biografia
Nata nel 1968 a Treviso, nei primi anni di carriera si è dedicata al ciclismo su pista, prendendo parte al primo Mondiale (Barcellona 1984) ad ancora 15 anni. Sia in quell'occasione sia nelle altre 3 partecipazioni (Bassano del Grappa 1985, Colorado Springs 1986 e Vienna 1987) si è classificata 5ª nella prova di velocità.
A 19 anni ha partecipato ai Giochi olimpici di Seul 1988, nella prova di velocità di ciclismo su pista, terminando le qualificazioni al 7º posto con il tempo di 12"303, non passando poi gli ottavi di finale (3ª su 3) né il ripescaggio contro la cinese Zhou Suying.
Per 5 anni consecutivi, dal 1985 al 1989, è stata campionessa italiana su pista nella velocità.
Per il resto della carriera si è dedicata al ciclismo su strada: per 2 anni consecutivi (1988 e 1989) ha conquistato il Trofeo Alfredo Binda-Comune di Cittiglio, nel 1989 e 1990 ha preso parte al Giro Donne, terminando rispettivamente 51ª e 85ª (nel secondo caso vincendo l'8ª tappa), e nel 1990 e 1991 ha vinto 3 tappe al Giro dei Laghi (2ª e 3ª il primo anno, 3ª il secondo). Nel 1990 ha colto il suo successo più importante, divenendo campionessa italiana nella corsa in linea, mentre nel 1991 ha vinto anche il GP Conad.
Nel 1990 ha preso parte ai Mondiali su strada di Utsunomiya, nella cronometro a squadre insieme a Monica Bandini, Katia Furlan e Maria Paola Turcutto, terminando 8ª con il tempo di 1h07'10".
Dopo aver corso una stagione con il G.S. Castagnole e un'altra con l'A.S. Merate Cantine Pirovano, ha chiuso la carriera nel 1992, a 24 anni, dopo aver conquistato nell'ultimo anno Gran Premio della Liberazione, San Marino di Carpi e Osio Sopra.

## Palmarès

### Strada
- 1988 (una vittoria)

Trofeo Alfredo Binda-Comune di Cittiglio
- 1989 (una vittoria)

Trofeo Alfredo Binda-Comune di Cittiglio
- 1990 (quattro vittorie)

2ª tappa Giro dei Laghi
3ª tappa Giro dei Laghi
8ª tappa Giro Donne
Campionati italiani, corsa in linea
- 1991 (G.S. Castagnole, due vittorie)

3ª tappa Giro dei Laghi
GP Conad
- 1992 (A.S. Merate Cantine Pirovano, tre vittorie)

Gran Premio della Liberazione
San Marino di Carpi
Osio Sopra

### Pista
- 1985 (una vittoria)

Campionati italiani, velocità
- 1986 (una vittoria)

Campionati italiani, velocità
- 1987 (una vittoria)

Campionati italiani, velocità
- 1988 (una vittoria)

Campionati italiani, velocità
- 1989 (una vittoria)

Campionati italiani, velocità

## Piazzamenti

### Grandi Giri
- Giro Donne

1989: 51ª
1990: 85ª

### Competizioni mondiali

#### Strada
- Campionati del mondo

Utsunomiya 1990 - Cronometro a squadre: 8ª

#### Pista
- Campionati del mondo

Barcellona 1984 - Velocità: 5ª
Bassano del Grappa 1985 - Velocità: 5ª
Colorado Springs 1986 - Velocità: 5ª
Vienna 1987 - Velocità: 5ª
- Giochi olimpici

Seul 1988 - Velocità: Ottavi di finale